# Eduardo Verástegui
José Eduardo Verástegui Córdoba (ur. 21 maja 1974 w Ciudad Mante) – meksykański aktor, producent filmowy, piosenkarz i działacz polityczny.

## Życiorys

### Wczesne lata
Urodził się w Ciudad Mante w stanie Tamaulipas, w rodzinie rzymskokatolickiej jako syn Alicii Córdobi i Joségo Jesúsa Verásteguiego Treviño (1950–2022), plantatora trzciny cukrowej. Dorastał w mieście Xicoténcatl z siostrą Alejandrą. Od dzieciństwa interesował się światem rozrywki. Studiował prawo na Universidad Autónoma de Tamaulipas. Porzucił studia dla kariery aktorskiej. W wieku 17 lat przeniósł się do miasta Meksyk, aby wstąpić do Centrum Edukacji Artystycznej Televisa (CEA).

### Kariera
Swoją karierę rozpoczął jako model (184 cm wzrostu) reklamujący wyroby Calvina Kleina i Versace. Był na okładkach „Eres” (1996) z Mónicą Naranjo, „15 a 20” (w maju 1997), „Men’s Health” (w listopadzie 1998), „¡Qué Pegue!” (we wrześniu 1999), „Teen” (w październiku 1999), „TVNotas” (w maju 2000), „TvyNovelas” (w marcu 2001), „¡Hola!” (w lipcu 2002), „Playgirl” (w grudniu 2009), „Capital 55” (we wrześniu 2013) i „Intrend” (w marcu 2015). W 2004 trafił na okładkę hiszpańskiej edycji „People” jako jeden z 50 hiszpańskich najpiękniejszych ludzi.
W lutym 1994 współzałożył popowe trio boysband Kairo, z którym koncertował przez cztery lata w Ameryce Łacińskiej, odnosząc sukcesy przebojami w języku hiszpańskim. Po wydaniu czterech albumów, Sign of Time (1994), Gaudium (1995), Cara a cara (1996) i Éxitos (1997), Verástegui zdecydował się skoncentrować na karierze aktorskiej, a zastąpił go Gabriel Soto.
W 1997 zadebiutował w roli aktorskiej na małym ekranie w telenoweli meksykańskiej Televisa Mi querida Isabel. W 2001 podpisał kontrakt z Universal Music Latino i nagrał swój solowy album Eduardo Verástegui. Wystąpił jako Cygan w teledysku Jennifer Lopez do piosenki „Ain't It Funny” (2001) oraz w reklamie jej perfum. Znalazł się także w obsadzie seriali: CBS CSI: Kryminalne zagadki Miami (CSI: Miami, 2003), ABC Karen Sisco (2003) i TNT Czarodziejki (Charmed, 2004), romansującego jednocześnie z trzema dziewczynami specjalisty od reklamy. W komedii Papi i dziewczyny (Chasing Papi, 2003) z Roselyn Sanchez zagrał postać Tomasa „Papi” Fuentesa. 
W Kalifornii stworzył fundację pomocy kobietom planującym aborcję. Wraz z Seanem Wolfingtonem, Leo Severinem, Alejandro Gomezem Monteverdem i J. Eustace’em Wolfingtonem założył firmę Metanoia Films. Jego pierwszy film - meksykańsko-amerykański dramat Bella (2006), gdzie zagrał jedną z głównych ról, zdobył liczne nagrody oraz uznanie krytyków filmowych, w tym nagrodę publiczności na festiwalu w Toronto.
We wrześniu 2008 zrealizował film wzywający hiszpańskich wyborców w Stanach Zjednoczonych, aby odrzucili kandydaturę Baracka Obamy z powodu proaborcyjnych poglądów.
W 2009 zagrał Pana Mendeza w krótkometrażowym filmie Cyrk motyli (The Butterfly Circus). Film reżyserował Joshua Weigel. Film miał uświadomić widzowi poważny problem - brak akceptacji samego siebie oraz brak poczucia własnej wartości. Główny bohater Will (Nick Vujicic) jest młodym mężczyzną „pokaranym” przez los - nie posiada kończyn. Momentem zwrotnym w jego życiu jest chwila, kiedy odnajduje sens i odzyskuje wiarę w siebie. Dodatkowo staje się autorytetem dla innych, cierpiących i zagubionych osób. Jest przykładem osoby walczącej, która mimo przeciwności losu nie poddaje się.
W 2012 wszedł na ekrany kin film Cristiada (For Greater Glory: The True Story of Cristiada), gdzie zagrał postać błogosławionego Józefa Anakleta Gonzáleza Floresa. Film opowiada o prawdziwych zdarzeniach, jakie miały miejsce w Meksyku lat 20. XX wieku, kiedy to chrystusowcy walczyli z restrykcyjnym i krwawym reżimem państwa.

## Życie prywatne
W latach 1998–2000 spotykał się z Aracely Arámbulą. Wraz z amerykańską modelką i aktorką Daisy Fuentes w dniu 29 czerwca 2008 został rodzicem chrzestnym Pablito (ur. 28 września 2007), syna argentyńskiej aktorki Sandry Vidal i meksykańskiego piosenkarza Pablo Montero. 

## Filmografia

### Filmy
| Rok  | Tytuł                                                          | Rola                          | Reżyser                  |
| ---- | -------------------------------------------------------------- | ----------------------------- | ------------------------ |
| 2003 | Papi i dziewczyny (Chasing Papi)                               | Tomás Fuentes                 | Linda Mendoza            |
| 2005 | Meet Me in Miami                                               | Eduardo                       | Eric Hannah, Iren Koster |
| 2006 | Bella                                                          | José (także producent)        | Alejandro Monteverde     |
| 2009 | Cyrk motyli (The Butterfly Circus, krótkometrażowy)            | Méndez                        | Joshua Weigel            |
| 2011 | Crescendo (krótkometrażowy)                                    | producent                     | Alonso Álvarez Barreda   |
| 2012 | Cristiada                                                      | Anacleto González Flores      | Dean Wright              |
| 2014 | Syn Boży (Hijo de Dios)                                        | Jezus Chrystus (głos)         | Christopher Spencer      |
| 2015 | Paul Blart: Mall Cop 2                                         | Eduardo Furtillo              | Andy Fickman             |
| 2015 | Little Boy                                                     | ks. Crispín (także producent) | Alejandro Monteverde     |
| 2016 | La otra parte: La historia no contada del narco (dokumentalny) | producent                     | Ricardo Colorado         |
| 2022 | El Beso de Dios (dokumentalny)                                 | narrator                      | Pietro Ditano            |
| 2023 | Sound of Freedom. Dźwięk wolności (Sound of Freedom)           | Paul (także producent)        | Alejandro Monteverde     |

### Seriale TV
- 1997: Mi querida Isabel
- 1998: Una luz en el camino jako Daniel
- 1998: Soñadoras jako Manuel Vasconzelos Jr.
- 1999: Tres mujeres jako dr Ramiro Belmont
- 1999: Alma rebelde jako Emiliano Hernández / Mauro Expósito
- 2001: Salomé jako Eduardo
- 2003: Kryminalne zagadki Miami (CSI: Miami) jako Jarod Parker
- 2003: Karen Sisco jako Tuck Rodríguez
- 2004: Czarodziejki (Charmed) jako Pan Right
- 2017: Kevin Can Wait jako Alejandro

## Dyskografia

### Albumy

#### Z Kairo
- 1994: Signo del tiempo
- 1995: Gaudium
- 1996: Cara a cara (Kairo i Magneto)
- 1997: Éxitos

#### Albumy solowe
- 2001: Eduardo Verástegui

### Single

#### Z Kairo
- 1994: „En los espejos de un café”
- 1994: „Háblame de ti”
- 1994: „Te amaré”
- 1994: „Perdóname'”
- 1995: „No nos rendimos”
- 1995: „Ponme la multa (Fammi la multa)”
- 1995: „Dile que la amo”